# Boris Konstantinowitsch Wainschtein
Boris Konstantinowitsch Wainschtein, russisch Борис Константинович Вайнштейн, englische Transkription Boris Vainshtein, (* 10. Juli 1921 in Moskau; † 28. Oktober 1996 ebenda) war ein russischer Kristallograph.
Wainschtein erhielt 1945 seinen Abschluss als Physiker an der Lomonossow-Universität und 1947 einen Abschluss als Ingenieur vom Institut für Stahl. Danach war er am Institut für Kristallographie der Sowjetischen Akademie der Wissenschaften (damals geleitet von Alexei Wassiljewitsch Schubnikow), zunächst ab 1945 im Labor für Elektronenbeugung. Das war auch sein erstes Hauptforschungsgebiet. Er entwickelte die Elektronenbeugung zu einer Methode der Aufklärung komplexer kristalliner Strukturen. Ende der 1950er Jahre wandte er dies aber auch auf ungeordnetere Strukturen wie Polymere und Flüssigkristalle an. 1955 habilitierte er sich (russischer Doktortitel). 1959 war er Gründer des Labors für Proteinstruktur, das er bis zu seinem Tod leitete. Das war damals ein Risiko, da er von Grund auf neu beginnen musste. Motiv waren die Erfolge von britischen Wissenschaftlern wie  Max Perutz und John Cowdery Kendrew in England. Das erste Protein, dessen Struktur die Gruppe klärte, war Leghämoglobin, ein 17.000 Dalton schweres Protein der gelben Lupine. 1974 wurde die Struktur (Lage der 1200 Nicht-Wasserstoffatome) auf 5 Ångström genau bestimmt, später auf 2 Ångström. Sein Labor bestimmte die Struktur von rund 30 Proteinen und in den 1980er und 1990er Jahren des Carnaton-Virus.
Wainschtein arbeitete sowohl experimentell und in der Konstruktion von Apparaten als auch theoretisch. So befasste er sich neben Proteinkristallographie mit Analyse theoretischer Strukturen elektronenmikroskopischer Aufnahmen und entwickelte eine algebraische Methode der Rekonstruktion dreidimensionaler Bilder von ihren Projektionen, wofür Aaron Klug und andere Fourieranalyse benutzten. Später verbesserte er die Methode mit Hilfe der Radontransformation. Damit löste er viele Strukturen großer Proteine und Viren.
Wainschtein war 1962 bis 1996 Direktor des Instituts für Kristallographie. Mehrfache Angebote, einen Lehrstuhl an der Lomonossow-Universität anzunehmen lehnte er ab, um sich der Forschung zu widmen.
1962 wurde er korrespondierendes und 1976 Vollmitglied der Sowjetischen Akademie der Wissenschaften. 1990 erhielt er die Ewald-Medaille. 1977 wurde er Mitglied der Leopoldina.

## Schriften
- Structural Electron Diffraction, Pergamon Press 1964 (russisches Original 1956)
- X-Ray Diffraction by Chain Molecules, Elsevier 1966 (Russisches Original 1963)
- mit Vladimir M. Fridkin, Vladimir L. Indenbom: Structure of Crystals, 2. Auflage, Springer 1995, 3. Auflage 2000